# بنات هوكايدو رائعات جدا!
بنات هوكايدو رائعات جداً! (باليابانية: 道産子ギャルはなまらめんこい، تلفظ: Dōsanko Gyaru wa Namaramenkoi) هي سلسلة مانغا يابانية من تأليف ورسم كاي إيكادا. تدور أحداث القصة حول فتى مراهق من طوكيو ينتقل إلى منطقة نائية في أقصى شمال اليابان، وتحديدًا في هوكايدو، حيث يلتقي بفتاة تختلف تمامًا عن أي فتاة عرفها من قبل.
بدأت السلسلة بالنشر المجاني عبر موقع وتطبيق شونن جمب+ في سبتمبر 2019، ثم جُمعت لاحقًا في مجلدات تانكوبون، وبلغ عددها اثني عشر مجلدًا بحلول ديسمبر 2023. كما أصدرت شوئيشا النسخة الإنجليزية من السلسلة بشكل مجاني على منصتها الرقمية مانغا بلس.
فيما بعد، حُولت المانغا إلى مسلسل أنمي تلفزيوني من إنتاج استوديو سيلفر لينك، وعُرض لأول مرة في يونيو 2024. وقد تولت شركة كرنشي رول توزيع الأنمي ورخصته للبث في مناطق متعددة تشمل أمريكا الشمالية، أوروبا، أستراليا، والجزر البريطانية.

## القصة
بعد انتقاله مؤخرًا من طوكيو إلى جزيرة هوكايدو، قرر طالب المرحلة الثانوية "تسوباسا شيكي" استكشاف المناظر الشتوية الساحرة التي لم تتح له فرصة الاستمتاع بها من قبل في العاصمة. غير أن تصوره المثالي عن شمال اليابان لم يدم طويلًا، إذ سرعان ما باغته البرد القارس، ليواجه الواقع القاسي للمنطقة.
وأثناء بحثه عن طريقه إلى المنزل الجديد، يصادف تسوباسا فتاة من أهل هوكايدو تُدعى "مينامي فويوكي"؛ فتاة ودودة وكثيرة الكلام، ترتدي تنورة قصيرة رغم البرد القارس. لم تتردد فويوكي في بدء الحديث معه، ليدرك تسوباسا سريعًا أن تحدياته لا تقتصر على المناخ فقط. وفي اليوم التالي، يُفاجأ تسوباسا حين يكتشف أن فويوكي ليست زميلته في الصف فحسب، بل تجلس أيضًا إلى جانبه.
ومع تواصل مبادرات فويوكي اللطيفة، يجد تسوباسا نفسه منجذبًا تدريجيًا إلى نمط الحياة الجديد في هوكايدو، وإلى الفتاة المرحة المصممة على التقرب منه. ومع تعمق علاقته بها ولقائه بفتيات أخريات من مدرسته يتمتعن بأسلوب حياة عصري، يبدأ في اكتشاف عالم جديد مليء بالحيوية، ويتيقن أن فتيات هوكايدو يتمتعن بسحر خاص لا يُقاوم.